# Mario Soto
Mario Soto Benavides, né le 10 juillet 1950 à Santiago du Chili, est un footballeur chilien.

## Carrière
Soto évolue comme milieu de terrain ou comme  défenseur. Il est l'un des joueurs emblématiques du club chilien de Cobreloa. Il est connu au Brésil pour son comportement particulièrement violent en finale de la Copa Libertadores 1981 contre le club de Flamengo,. 
Il joue également durant sa carrière pour les Chiliens du CD Magallanes et de l'Unión Española, et pour le club de Palmeiras au Brésil. Il dispute un total de 425 matchs dans le championnat du Chili, inscrivant 13 buts. En 1982, il est le premier joueur à être nommé Footballeur chilien de l'année.
Avec l'équipe nationale chilienne, il compte 48 sélections et un but entre 1975 et 1985. Il participe à la Coupe du monde de 1982 organisée en Espagne. Lors du mondial, il joue deux matchs : contre la RFA, et l'Algérie.
Il devient par la suite entraîneur, notamment à Cobreloa.

## Palmarès
- Champion du Chili en 1975 avec l'Unión Española ; en 1980, 1982 et 1985 avec Cobreloa
- Finaliste de la Copa Libertadores en 1975 avec l'Unión Española ; en 1981 et 1982 avec Cobreloa